# Негруцький Сергій Федорович
Негруцький Сергій Федорович (нар. 10 травня 1925 — пом. 12 березня 1998, Донецьк) — доктор біологічних наук, професор, заслужений діяч науки і техніки України, заслужений працівник вищої школи, почесний член Українського ботанічного товариства, почесний член Українського товариства фізіологів рослин.

## Біографія
Сергій Федорович Негруцький народився 10 травня 1925 року в селі Новогригорівка Одеської (нині Миколаївська) області в сім'ї вчителів. З 1932 по 1942 роки навчався в середній школі у місті Верхнє (4 січня 1965 року місто Верхнє було включене до складу міста Лисичанська) Лисичанського району Ворошиловградської області. Отримав атестат «з відзнакою» і в липні 1942 року добровольцем пішов на фронт в Червону Армію. З лютого 1944 року по 1945 рік - курсант Астраханської авіашколи. Після закінчення — гвардії старший сержант 316-ї штурмової авіаційної Мукденської дивізії. Після закінчення Другої світової війни служив у Забайкальському військовому окрузі. Нагороджений орденом Вітчизняної війни 2-го ступеня та медалями: «За перемогу над Німеччиною у Великій Вітчизняній війні 1941—1945 рр.», «За оборону Кавказу», «За перемогу над Японією».
У 1947-1951 роках навчався у Воронезькому лісогосподарському інституті, який закінчив з відзнакою, вступивши до аспірантури на кафедру лісової фітопатології цього інституту. У 1955 році захистив кандидатську дисертацію на тему «Болезни сосны и борьба с ними в Хреновском бору».
У 1957 році повертається в Україну, де працює спочатку доцентом, а потім завідувачем кафедри ботаніки, фізіології рослин і мікробіології Луганського сільгоспінституту. У 1963 році захистив докторську дисертацію на тему «Гриб Fomitopsois annosa (Fr.) Karst (корневая губка) и патофизиология зараженного им дерева». У квітні 1965 року затверджено в званні професора.
У 1964—1969 завідувач кафедри біології рослин агрономічного факультету Луганського національного аграрного університету. У 1966 році заснував кафедру фізіології і біохімії рослин біологічного факультету ДонНУ, яку і очолював до своєї смерті 12 березня 1998 року. Протягом 1976—1980 років працював деканом біологічного факультету Донецького державного університету.

## Сфера наукових інтересів
Негруцький С. Ф. багато років вивчав кореневу губку (Heterobasidion annosum), що уражає більшість хвойних порід у багатьох країнах (у тому числі в Україні), призводячи до поступового ослаблення й відмирання дерев у хвойних насадженнях. Він заявив про недоцільність проведення санітарних рубок як заходу захисту лісу від цієї хвороби. Вченим у співавторстві було виявлено види деревних, чагарникових і трав'янистих рослин (наприклад, дуб звичайний, береза бородавчаста, липа дрібнолиста, в'яз дрібнолистий, горобина, бузина червона, барбарис, аморфа, акація жовта і ін.), у яких кореневі виділення і фітонцидна активність коренів викликають суттєвий інгібуючий вплив на ріст міцелію кореневої губки. Було також спеціально виведено штами грибів Peniophora gigantea і Hirschioporus abietinus, що вирізняються високою інгібуючою активністю по відношенню до кореневої губки та на їх основі налагоджено виробництво препаратів (пеніофорин і хіршіопорин). Також виявлено, що гриби Flammulina velutipes, Pleurotus ostreatus, Lentinus edodes, L. lepidens, Agrocybe aegerita є активними конкурентами штамів Heterobasidion annosum.
У сферу його наукових інтересів увійшло насіння сосни звичайної. Було запропоновано додаткову ознаку визначення якості насіння для відтворення сосни звичайної, а саме вміст білка. 
Ряд робіт С. Ф. Негруцького було  зосереджено на молокозгортаючій активності таких грибів, як Hirschioporus laricinus (P. Karst.),  Irpex lacteus (, Fr. ), Fr., Coltricia perrenis (L.: Fr.) Murr., Amyloporia lenis (P. Karst.) Bondartsev & Singer ex Bondartsev, Tyromyces revolutus (Bres.) Bond. el Sing. Було створено та запатентовано нові штами, поживні середовища та інші винаходи, що безпосередньо використовуються при отриманні молококозгортаючих ферментів. 

### Патенти
Негруцький С. Ф. є співавтором 14 патентів.
| №  | Назва патенту | Автори патенту |
| -- | --- | --- |
| 1  | Лабораторна ферментаційна установка для культивування базидіоміцетів [Архівовано 22 лютого 2017 у Wayback Machine.]                                                                      | Негруцький Сергій Федорович, Полях Віктор Олександрович, Федотов Олег Валерійович, Бойко Михайло Іванович                                                    |
| 2  | Штам соматичних структур макроміцета tyromices revolutus (bres.) bond. et sing. – продуцент молокозсідного ферменту [Архівовано 22 лютого 2017 у Wayback Machine.]                       | Негруцький Сергій Федорович, Бойко Михайло Іванович, Федотов Олег Валерійович                                                                                |
| 3  | Штам соматичних структур базидіального гриба amyloporia lenis ( karst.) bond. et sing. kb-92 (a-004) – продуцент протеолітичних ферментів [Архівовано 22 лютого 2017 у Wayback Machine.] | Негруцький Сергій Федорович, Бойко Михайло Іванович, Федотов Олег Валерійович, Стадничук Володимир Михайлович, Агужен Яна Генадіївна                         |
| 4  | Живильне середовище для роботи з чистими культурами вищих базидіоміцетів – об’єктів промислового вирощування [Архівовано 22 лютого 2017 у Wayback Machine.]                              | Сичьов Петро Антонович, Тимофєєв Олексій Анатолійович, Ткаченко Наталія Петрівна, Негруцький Сергій Федорович, Каліберда Генадій Володимирович               |
| 5  | Поживне середовище для селекції та гібридизації штамів гливи звичайної [Архівовано 22 лютого 2017 у Wayback Machine.]                                                                    | Сичьов Петро Антонович, Каліберда Генадій Володимирович, Ткаченко Наталя Петрівна, Негруцький Сергій Федорович, Тімофеєв Олексій Анатолієвич                 |
| 6  | Штам соматичних структур макроміцету ніrsсніороrus laricinus (karst.) ryv. a-032 — продуцент молокозсідального ферменту [Архівовано 22 лютого 2017 у Wayback Machine.]                   | Бойко Михайло Іванович, Нікітіна Ольга Олександрівна, Негруцький Сергій Федорович, Федотов Олег Валерійович                                                  |
| 7  | Штам соматичних структур макроміцету амylороrіа lenis (karst.) bond. et sing. kb-92 (a-004)-продуцент молокозсідального ферменту [Архівовано 22 лютого 2017 у Wayback Machine.]          | Негруцький Сергій Федорович, Федотов Олег Валерійович, Бойко Михайло Іванович                                                                                |
| 8  | Живильне середовище для росту штаму м-81 hirschioporus laricinus – продуценту молокозсідного ферменту [Архівовано 22 лютого 2017 у Wayback Machine.]                                     | Нікітіна Ольга Олександрівна, Негруцький Сергій Федорович, Бойко Михайло Іванович                                                                            |
| 9  | Живильне середовище для одержання спорової маси peniophora gigantea (fr.) mass. [Архівовано 22 лютого 2017 у Wayback Machine.]                                                           | Фільчаков Леонід Павлович, Негруцький Сергій Федорович |
| 10 | Живильне середовище для вирощування штаму м-81 hirschioporus laricinus-продуцента молокозгортаючого ферменту [Архівовано 22 лютого 2017 у Wayback Machine.]                              | Борисенко Ольга Олександрівна, Бойко Михайло Іванович, Негруцький Сергій Федорович, Федотов Олег Валерійович                                                 |
| 11 | Спосіб отримання молокозсідального ферментного препарата [Архівовано 22 лютого 2017 у Wayback Machine.]                                                                                  | Мірошніченко Тетяна Володимирівна, Негруцький Сергій Федорович, Бойко Михайло Іванович                                                                       |
| 12 | Поживне середовище для вирощування peniophora gigantea (fr) mass [Архівовано 22 лютого 2017 у Wayback Machine.]                                                                          | Фільчаков Леонід Павлович, Негруцький Сергій Федорович, Гутіна Наталія Миколаївна, Кроник Євгенія Георгіївна                                                 |
| 13 | Субстракт для вирощування істівного гриба гливи звичайної [Архівовано 22 лютого 2017 у Wayback Machine.]                                                                                 | Кисаров Генадій Миколайович, Зубченко Лілія Івановна, Негруцький Сергій Федорович, Ерьоменко Микола Павлович, Сичьов Петро Антонович, Кіпень Ана Миколайовна |
| 14 | Штамм hirschioporus laricinus m-81(karst)ryv -продуцент молокозвертаючого ферменту [Архівовано 22 лютого 2017 у Wayback Machine.]                                                        | Соболь Михайло Онисимович, Мірошніченко Тетяна Володимирівна, Негруцький Сергій Федорович, Варенко Юрій Степанович, Бойко Михайло Іванович                   |

## Публікації

### Монографії
- Негруцкий С. Ф. Болезни плодовых растений : учебное пособие. — Донецк : Юго-Восток, 1998. — 159 с. — ISBN 966-7239-28-4.
- Негруцкий С. Ф., Фильчаков Л.П. Методические указания к применению дисперсионного анализа для статистической обработки экспериментальных данных по физиологии растений. — Донецк : ДонГУ, 1992. — 71 с.
- Негруцкий С. Ф. Физиология и биохимия низших растений : учебное пособие. — К. : Высшая школа, 1990. — 191 с. — ISBN 5-11-002081-7.
- Негруцкий С. Ф. Корневая губка. — 2-е изд., перераб. и доп. — М. : Агропромиздат, 1986. — 196 с.
- Негруцкий С. Ф. Микология. Биология и экология грибов: учебное пособие. — Донецк : ДонГУ, 1984. — 124 с.
- Негруцкий С. Ф., Фильчаков Л.П. Методические указания к математической обработке результатов экспериментов по физиологии растений. — Донецк : ДонГУ, 1984. — 12 с.
- Негруцкий С. Ф. Липидный обмен растений : учебное пособие. — Донецк, 1976. — 96 с.
- Негруцкий С. Ф. Углеводный обмен растений : учебное пособие. — Донецк : Донецкий университет, 1975. — 67 с.
- Негруцкий С. Ф. Корневая губка. — М. : Лесная промышленность, 1973. — 199 с.
- Негруцкий С. Ф. Большой практикум по физиологии растений. — Донецк, 1971.
- Черемисинов Н. А., Негруцкий С. Ф., Лешковцева И. И. Грибы и грибные болезни деревьев и кустарников : справочное пособие для определения грибов по растениям-хозяевам. — М. : Лесная промышленность, 1970. — 392 с.

### Основні наукові статті
- Negruzky S. F., Nikitina O. A., Boyko S. M. Effect of various sugars upon biosynthesis of milk-coagulative ferments and growth of Hirschioporus laricinus and Irpex lacteus white rot // Ninth International conference. — Carcans, 1997 — poster №41.
- Бойко С. М., Негруцкий С. Ф. Влияние различных углеводов на образование экзобелков штаммов Irpex lacteus Fr. - продуцентов протеиназ молокосвертывающего действия // Тезисы докладов вузовской научной конференции профессорско-преподавательского состава по итогам научно-исследовательской работы: Естественные дисциплины. — Донецк, 1997. — С. 55-56.
- Бойко С. М., Негруцкий С. Ф. Особенности образования молокосвертывающего фермента штаммами Irpex lacteus Fr. // Материалы I Международной конференции: «Методологические основы познания биологических особенностей грибов  - продуцентов физиологически активных соединений и пищевых продуктов». — Донецк, 1997. — С. 27-29.
- Бойко С. М., Негруцкий С. Ф. Влияние температуры на рост штаммов Irpex lacteus Fr.  - продуцентов протеиназ молокосвертывающего действия // Тезисы докладов V Всеукраинской студенческой научной конференции «Охрана окружающей среды и рациональное использование природных ресурсов». — Донецк, 1995. — С. 131-?.
- Бойко С. М., Негруцкий С. Ф. Рост и молокосвертывающая активность штаммов Irpex lacteus Fr. Elenh., произроставших на различных средах // Тезисы докладов IV Всеукраинской студенческой научной конференции «Охрана окружающей среды и рациональное использование природных ресурсов». — Донецк, 1994. — С. 146-?.
- Носков В. И., Негруцкий С. Ф. К вопросу о происхождении ведьминых метел на сосне // Научные записки Воронежского лесотехнического института. — Воронеж, 1956. — Т. XV. — С. 207—210.
- Федотов О.В., Негруцький С.Ф., Бойко М.І. Порівняльна характеристика грибів порядку Aphyllophorales – продуцентів молокозгортаючих ферментів // Український ботанічний журнал. — 1997. — Т. 54, № 2. — С. 145-152.

#### Лесной журнал
- Еремка Е.В., Негруцкий С.Ф. Изменение изоферментных спектров оксидоредуктаз сеянцев под влиянием хрома // Лесной журнал. — 1987. — № 6. — С. 33-37.
- Негруцкий С.Ф. О некоторых особенностях зараженности кедра корневой губкой // Лесной журнал. — 1963. — № 2. — С. 22-26.
- Негруцкий С.Ф. О некоторых особенностях распространения корневой губки в сосновых насаждениях // Лесной журнал. — 1961. — № 6. — С. 35-38.
- Негруцкий С.Ф. Об интенсивности санитарных рубок, проводимых в целях борьбы с корневой губкой // Лесной журнал. — 1960. — № 1. — С. 162-?.